# Перес, Тревор
Тревор Перес (англ. Trevor Peres, род. 25 июля 1969 года, Тампа, Флорида) — американский музыкант и композитор, более известный как участник американской дэт-метал-группы Obituary, где он исполняет роль ритм-гитариста. Тревор является одним из основателей Obituary, наравне с братьями Джоном и Дональдом Тарди. Помимо самой группы, Тревор так же был участником таких музыкальных групп, как Meathook Seed и Catastrophic.
Его игру на гитаре можно услышать в композиции «Empowered» с альбома The Pre-Fix dor Death (2004) американского рэпера Necro. Так же Тревор принял участие в записи песни «Angels in War» с альбома Agony of Death (2008) немецкой треш-метал-группы Holy Moses.

## Дискография
Obituary
- Slowly We Rot (1989 г.)
- Cause of Death (1990 г.)
- The End Complete (1992 г.)
- World Demise (1994 г.)
- Back from the Dead (1997 г.)
- Dead (1998 г.)
- Anthology (2001 г.)
- Frozen in Time (2005 г.)
- Frozen Alive (2006 г.)
- Xecutioner's Return (2007 г.)
- Left to Die (2008 г.)
- Darkest Day (2009 г.)
- Inked in Blood (2014 г.)
- Obituary (2017 г.)
- Dying of Everything (2023 г.)

Meathook Seed
- Embedded (1993 г.)

Catastrophic
- The Cleansing (2001 г.)